# Erika Abril
Erika Abril (San José de Pare, 29 d'abril de 1978) és una atleta colombiana de marató i plusmarquista nacional en les distàncies de 21 i 42 km. Ha estat guanyadora de la Carrera de la Dona al seu país, a més de realitzar destacades actuacions en les maratons de São Paulo i Santiago de Xile.

## Trajectòria

### Jocs Olímpics de 2012
Erika va ser classificada als Jocs Olímpics després d'aconseguir la marca classificatòria "A" en la Marató de Santiago de Xile. Abril va ser segona, aconseguint un temps de 2h 36m 10s. i sent superada solament per la xilena Natalia Romero Jaramillo.
Ja en els jocs, Abril va acabar en la posició 51 amb un temps de 2:33:33; nou rècord nacional.

### Campionat Mundial d'Atletisme de 2013
El 10 d'agost de 2013 va participar en la marató del Campionat Mundial d'Atletisme de 2013 celebrat a Moscou (Rússia) acabant en la posició 39, amb un temps de 2:55:13.